# Hyarada, Hadagalli
Hyarada là một làng thuộc tehsil Hadagalli, huyện Bellary, bang Karnataka, Ấn Độ.